# Liga3 (Perú)
La Liga3 de Fútbol Profesional del Perú, conocida como Liga3 y por razones de patrocinio como Liga3 Joma, es el torneo de Tercera División del Perú, que constituye la tercera categoría en la estructura de ligas de fútbol masculino de este país. Esta competición es organizada por la Federación Peruana de Fútbol y se adoptó e implementó oficialmente dicho nombre a partir de la temporada 2025.
La disputan veinticinco clubes, un club por departamento incluyendo la provincia constitucional del Callao, además de ocho equipos de reserva de los clubes de Liga1, y funcionará con un sistema de ascensos con la Liga2 y descensos con la Copa Perú.

## Historia
A finales del año 2019, el presidente de la Comisión Nacional de Fútbol Aficionado: Luis Duarte Plata, tenía considerado realizar la última edición de la Copa Perú para el año 2020; durante la Etapa Departamental de dicho torneo serían coronados 25 campeones, los cuales participarían en la primera edición de la Liga3 en el año 2021. No obstante, la Federación Peruana de Fútbol decidió cancelar la edición 2020 de la Copa Perú mientras estaba en desarrollo la Etapa Distrital debido a la pandemia de COVID-19, lo cual trajo como consecuencia la pausa a la creación de la Liga3.
En el 2022, la Federación Peruana de Fútbol por medio de la Subcomisión Nacional de Fútbol Aficionado, decide replantear la idea de una nueva Liga que sea el primer paso a la profesionalización para los clubes provenientes de la Copa Perú. Dicha idea fue plasmada por el presidente Agustín Lozano mediante las «reformas del fútbol peruano», las cuales tendrían como primer cambio importante la eliminación del ascenso a Primera División desde la Copa Perú.
A finales del 2023, debido a disposiciones y requisitos formulados por FIFA, se hace oficial la creación de la Liga3. En su primera edición sería integrada por los clubes que fueron eliminados en las fases: Octavos y Cuartos de final de la Copa Perú 2023, además de 8 clubes que serían los Campeones y Subcampeones de torneos macrorregionales (Norte, Centro, Sur y Oriente), los cuales se jugarían a inicio de 2024 y por último se daría una oportunidad a los equipos: Club Deportivo Pacífico F. C., Sport Áncash Fútbol Club y Club Deportivo UNMSM, quienes habían sido inhabilitados por motivos económicos y legales durante campeonatos anteriores de Primera y Segunda División. Fueron estas elecciones improvisadas las que hicieron que Conmebol desestime la creación de la Liga3, comunicando que los equipos participantes no habían ganado su lugar por méritos deportivos, sino por invitaciones al azar que les hizo la FPF.
En el 2024, la Federación Peruana de Fútbol teniendo en cuenta las observaciones de Conmebol, decide entonces que la Copa Perú sería el torneo que decida a los participantes de forma meritoria, tomando como base la idea original de años atrás: los 25 representantes de cada departamento que queden mejor ubicados en la tabla final de la Etapa Nacional, ya sea el campeón o subcampeón departamental y exceptuando a los ascendidos a Liga2, serán los clubes que jugarán la primera edición de la Liga3 en el año 2025. Adicionalmente, desde el Torneo de Reservas de 2024 se clasificarán los 8 equipos que llegaron hasta cuartos de final.
El primer gol de la historia de la Liga3 lo marcó Rommel Guimaraes para el Estudiantil CNI de Iquitos en el partido frente a Pacífico FC SMP. Desde 2025, Panamericana Televisión se convirtió en el primer medio de señal abierta en conseguir los derechos de transmisión.

## Participantes (2025)
Inicialmente se había planeado que la temporada 2025 se juegue con 32 equipos: 1 descendido de la Liga2 de 2024, 6 equipos clasificados del Torneo de Reservas de 2024 y 25 equipos ascendidos de la Copa Perú 2024. Sin embargo, tras el descenso administrativo de Unión Huaral y Juan Aurich, desde la Liga2 a inicios de temporada, además del aumento a ocho de los clasificados desde el Torneo de Reservas de 2024, esta cantidad se expandió a 36. Posteriormente tras el descenso administrativo de Deportivo Municipal una vez acabada la Liga2 del 2024 la cantidad de equipos nuevamente se extendió ahora a 37 equipos.
Desde la Copa Perú 2024 se clasificarán 25 equipos: el mejor representante de cada una de las 25 Ligas Departamentales, con excepción del campeón y subcampeón del torneo que ascenderán directamente a Liga2.  
| Equipo                   | Método de clasificación                                    | Fecha de clasificación   |
| ------------------------ | ---------------------------------------------------------- | ------------------------ |
| Unión Huaral             | Descendido de la Liga2 2024                                | 26 de abril de 2024      |
| Juan Aurich              | Descendido de la Liga2 2024                                | 26 de abril de 2024      |
| Carlos Stein             | Descendido de la Liga2 2024                                | 2 de septiembre de 2024  |
| Deportivo Municipal      | Descendido de la Liga2 2024                                | 20 de octubre de 2024    |
| Universitario II         | Cuartofinalista del Torneo de Reservas 2024                | 7 de septiembre de 2024  |
| U. César Vallejo II      | Cuartofinalista del Torneo de Reservas 2024                | 12 de septiembre de 2024 |
| Alianza Lima II          | Cuartofinalista del Torneo de Reservas 2024                | 13 de septiembre de 2024 |
| FBC Melgar II            | Cuartofinalista del Torneo de Reservas 2024                | 13 de septiembre de 2024 |
| Sport Huancayo II        | Cuartofinalista del Torneo de Reservas 2024                | 25 de septiembre de 2024 |
| Cienciano II             | Cuartofinalista del Torneo de Reservas 2024                | 25 de septiembre de 2024 |
| Sport Boys II            | Cuartofinalista del Torneo de Reservas 2024                | 25 de septiembre de 2024 |
| ADT II                   | Cuartofinalista del Torneo de Reservas 2024                | 26 de septiembre de 2024 |
| Unión Sto. Domingo       | Equipo de Amazonas mejor ubicado en la Copa Perú 2024      | 8 de diciembre de 2024   |
| Centro Social            | Equipo de Áncash mejor ubicado en la Copa Perú 2024        | 8 de diciembre de 2024   |
| Def. José María Arguedas | Equipo de Apurímac mejor ubicado en la Copa Perú 2024      | 24 de noviembre de 2024  |
| Nacional FBC             | Equipo de Arequipa mejor ubicado en la Copa Perú 2024      | 18 de diciembre de 2024  |
| Nuevo San Cristóbal      | Equipo de Ayacucho mejor ubicado en la Copa Perú 2024      | 8 de diciembre de 2024   |
| Cultural Volante         | Equipo de Cajamarca mejor ubicado en la Copa Perú 2024     | 18 de diciembre de 2024  |
| Amazon Callao FC         | Equipo de Callao mejor ubicado en la Copa Perú 2024        | 24 de noviembre de 2024  |
| Juventud Alfa FC         | Equipo de Cusco mejor ubicado en la Copa Perú 2024         | 24 de noviembre de 2024  |
| UDA                      | Equipo de Huancavelica mejor ubicado en la Copa Perú 2024  | 10 de noviembre de 2024  |
| Construcción Civil       | Equipo de Huánuco mejor ubicado en la Copa Perú 2024       | 24 de noviembre de 2024  |
| Juventud Santo Domingo   | Equipo de Ica mejor ubicado en la Copa Perú 2024           | 18 de diciembre de 2024  |
| Dep. Municipal (Pangoa)  | Equipo de Junín mejor ubicado en la Copa Perú 2024         | 24 de noviembre de 2024  |
| Juventus FC              | Equipo de La Libertad mejor ubicado en la Copa Perú 2024   | 15 de diciembre de 2024  |
| Deportivo Lute           | Equipo de Lambayeque mejor ubicado en la Copa Perú 2024    | 24 de noviembre de 2024  |
| Pacífico FC SMP          | Equipo de Lima mejor ubicado en la Copa Perú 2024          | 8 de diciembre de 2024   |
| Estudiantil CNI          | Equipo de Loreto mejor ubicado en la Copa Perú 2024        | 25 de noviembre de 2024  |
| Alto Rendimiento         | Equipo de Madre de Dios mejor ubicado en la Copa Perú 2024 | 10 de noviembre de 2024  |
| FCR San Antonio          | Equipo de Moquegua mejor ubicado en la Copa Perú 2024      | 8 de diciembre de 2024   |
| Ecosem Pasco             | Equipo de Pasco mejor ubicado en la Copa Perú 2024         | 15 de diciembre de 2024  |
| Juventud Cautivo         | Equipo de Piura mejor ubicado en la Copa Perú 2024         | 14 de diciembre de 2024  |
| Diablos Rojos            | Equipo de Puno mejor ubicado en la Copa Perú 2024          | 24 de noviembre de 2024  |
| Deportivo Ucrania        | Equipo de San Martín mejor ubicado en la Copa Perú 2024    | 14 de diciembre de 2024  |
| Patriotas FC             | Equipo de Tacna mejor ubicado en la Copa Perú 2024         | 18 de diciembre de 2024  |
| Sport Bolognesi          | Equipo de Tumbes mejor ubicado en la Copa Perú 2024        | 24 de noviembre de 2024  |
| Rauker FC                | Equipo de Ucayali mejor ubicado en la Copa Perú 2024       | 24 de noviembre de 2024  |

## Palmarés
| Temporada | Campeón      | Subcampeón   | Notas                        |
| --------- | ------------ | ------------ | ---------------------------- |
| 2025      | Bandera de ? | Bandera de ? | Primera edición de la Liga3. |

## Patrocinios
Debe señalarse que el patrocinador es quien determina el nombre comercial de la liga. La Liga3 tiene un patrocinador:
| Patrocinador | Denominación | Temporada          |
| ------------ | ------------ | ------------------ |
| Joma         | Liga3 Joma   | 2025 - actualmente |

## Derechos de transmisión
| Vía     | Transmisión | Partidos por fecha | Temporada          |
| ------- | ----------- | ------------------ | ------------------ |
| YouTube | DyJ Sports  | - Casi todos       | 2025 - actualmente |